# Rödby, Ronneby kommun
Rödby är en småort i Bräkne-Hoby socken i Ronneby kommun i Blekinge län, belägen cirka 3 km norr om Bräkne-Hoby.